# Wolfram Brugger
Wolfram Brugger ist ein deutscher Internist und Universitätsprofessor.

## Leben
Nach seinem Medizinstudium an der Albert-Ludwigs-Universität Freiburg erhielt er am Universitätsklinikum Freiburg seine Facharztausbildung in Innerer Medizin mit Schwerpunkt Hämatologie/Onkologie. Während dieser Zeit absolvierte er zwei Forschungsaufenthalte in den USA am National Cancer Institute, Bethesda, Maryland und an der Cleveland Clinic Foundation, Cleveland, Ohio. Er ist seit 2002 außerplanmäßiger Professor an der Medizinischen Fakultät der Eberhard Karls Universität Tübingen mit dem Fachgebiet als Facharzt für Hämatologie und Internistische Onkologie sowie als Facharzt für Innere Medizin. Von 2001 bis 2015 war er Chefarzt der Klinik für Innere Medizin II am Schwarzwald-Baar Klinikum Villingen-Schwenningen, einem akademischen Lehrkrankenhaus der Universität Freiburg.

## Leistungen
Das wissenschaftliche Interesse von Wolfram Brugger galt insbesondere der Erforschung von hämatopoetischen Stamm- und Progenitorzellen. Er befasste sich außerdem mit Forschungsvorhaben zur antigenspezifischen Immuntherapie mit dendritischen Zellen und zur Charakterisierung von mesenchymalen Stammzellen mit Differenzierungspotential in neuronale und Muskelzellen.
Brugger ist Preisträger des Sandoz Research Award for Young Investors und des Ludwig Heilmeyer-Preises der Deutschen Gesellschaft für Innere Medizin. Er ist Sprecher der Arbeitsgemeinschaft der Tumorzentren und Onkologischen Schwerpunkte in Baden-Württemberg (ATO). Er war europäischer Präsident sowie Schatzmeister der International Society for Cellular Therapy (ISCT) und ist Mitglied zahlreicher Fachverbände wie der Deutschen Gesellschaft für Hämatologie und Onkologie (DGHO), der American Society of Hematology (ASH), der American Society of Clinical Oncology (ASCO), der European Society of Medical Oncology (ESMO) sowie der Deutschen Arbeitsgemeinschaft für Knochenmark- und Blutstammzell-Transplantationen (DAG-KBT).